# 폴터가이스트
폴터가이스트(독일어: Poltergeist)는 악취와 소음이 나며, 물건들이 날아다니는 등의 괴현상을 말한다. 폴터가이스트가 많이 일어나는 장소는 일반적으로 흉가로 불린다. 폴터가이스트의 예는, 알 수 없는 소리, 혼자 닫히는 문, 혼자 움직인 집 안 물건들, 혼자 공중에 뜨는 물건들 등이 있다.

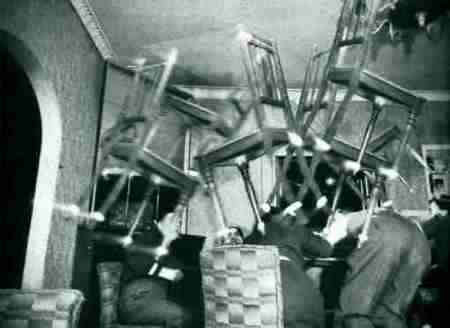

## 같이 보기
- 유령
- 페어리
- 정신주의